# Afecțiune psihică
Sunt rezultate la un eveniment intern sau extern care cauzează distrugerea totală al unui element esențial psihologic care crează o reacție în lanț. Acest lucru cauzează un comportament anormal care se numește afecțiune psihică.

## Boli afectiv emoționale
Acestea reprezinta reacția la un eveniment care cauzează o distrugere emoționala,cauzând o cogniție complet greșita legata de viata. Totuși este singura care se poate vindeca total cu terapie și medicamente.De asemenea pot însoți alte boli din celelalte categorii.Se recunosc ușor și sunt sub forma de depresie,anxietate sau chiar si lucruri care pot fi considerate normale gen coșmarurile repetate. In concluzie orice ce are legătura cu emoțiile.

## Tulburări de caracter
Sunt boli cauzate de traume psihice in general din copilărie și se bazează pe un caracter ciudat in funcție de categorie.Categoria A se bazează pe o percepție asupra vieții foarte deteriorata una dintre ele este paranoia.Categoria B se bazează pe lipsa de empatie si una dintre ele este psihopatia. Categoria C se bazează pe anxietatea exagerata.Acestea nu se pot vindeca si nu au un mod de a le controla.

## Boli fizico-mentale

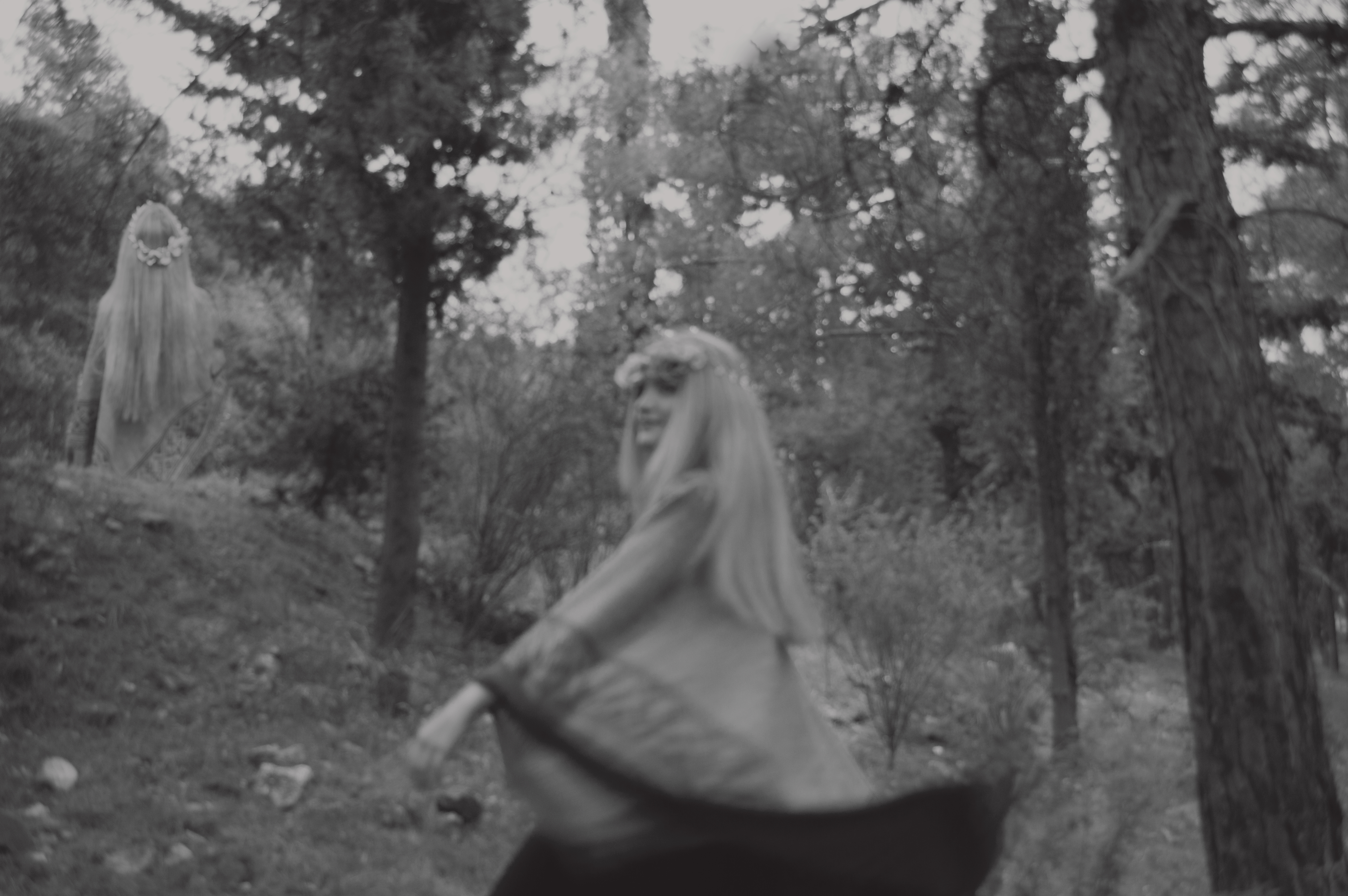
Schizofrenie

Sunt bolile cele mai grave care afectează cel mai important element psihologic,raționamentul. In cazul celorlalte categorii raționamentul nu este deloc afectat.Dar mai toate elementele sunt dependente de el.Odată ce este afectat emoțiile nu mai sunt controlate,cogniția este distrusa iar cei afectați le este greu sa stabilească relații. Deci aceștia trăiesc in lumea lor. Aceștia se pot controla cu medicamentație și terapie și unele sunt catalogate ca vindecabile deși nu este sigura acesta chestie.Cauzele pot fi o trauma psihica sau fizica,abuzul de substanțe sau nașterea cu acestea(sindrom).Exemple:autism,schizofrenie și dementa.